# Volby 2000
V roce 2000 se konaly tyto volby:

## Leden
- 3. ledna:  Chorvatsko, parlamentní
- 9. ledna:  Uzbekistán, prezidentské (2. kolo)
- 15. ledna:  Slovinsko, parlamentní
- 16. ledna:  Chile, prezidentské (2. kolo)
- 16. ledna:  Guinea-Bissau, prezidentské (2. kolo)
- 16. ledna:  Finsko, prezidentské (1. kolo)
- 24. ledna:  Chorvatsko, prezidentské (1. kolo)
- 27. ledna:  Kanada, parlamentní
- 31. ledna:  Dominika, parlamentní

## Únor
- 6. února:  Finsko, prezidentské (2. kolo)
- 7. února:  Chorvatsko, prezidentské (2. kolo)
- 12. února:  Zimbabwe, referendum
- 18. února:  Írán, parlamentní
- 20. února:  Kyrgyzstán, parlamentní (1. kolo)
- 27. února:  Senegal, prezidentské (1. kolo)
- 27. února:  Tádžikistán, parlamentní

## Březen
- 4. března:  Thajsko, parlamentní
- 6. března:  Svatý Kryštof a Nevis, parlamentní
- 12. března:  Španělsko, parlamentní
- 12. března:  Kyrgyzstán, parlamentní (2. kolo)
- 12. března:  Salvador, parlamentní
- 18. března:  Tchaj-wan, prezidentské
- 19. března:  Senegal, prezidentské (2. kolo)
- 26. března:  Rusko, prezidentské
- 27. března:  Irák, parlamentní

## Duben
- 8. dubna:  Nauru, parlamentní
- 9. dubna:  Peru, prezidentské (1. kolo) a parlamentní
- 9. dubna:  Gruzie, prezidentské
- 9. dubna:  Řecko, parlamentní
- 13. dubna:  Jižní Korea, parlamentní
- 16. dubna:  Ukrajina, referendum

## Květen
- 14. května:  Etiopie, parlamentní
- 16. května:  Dominikánská republika, prezidentské
- 21. května:  Haiti, parlamentní (1. kolo)
- 21. května:  Itálie, referendum
- 25. května:  Surinam, parlamentní
- 28. května:  Peru, prezidentské (2. kolo)

## Červen
- 24. června:  Zimbabwe, parlamentní
- 25. června:  Japonsko, parlamentní
- 29. června:  Uganda, referendum

## Červenec
- 2. července:  Mexiko, prezidentské a parlamentní
- 2. července:  Mongolsko, parlamentní
- 9. července:  Haiti, parlamentní (2. kolo)
- 23. července:  Pobřeží slonoviny, referendum
- 30. července:  Venezuela, prezidentské a parlamentní
- 31. července:  Izrael, prezidentské

## Srpen
- 27. srpna:  Libanon, parlamentní (1. fáze)

## Září
- 3. září:  Libanon, parlamentní (2. fáze)
- 10. září:  Hongkong, parlamentní
- 11. září:  Mauricius, parlamentní
- 24. září:  Srbsko a Černá Hora, prezidentské a parlamentní
- 24. září:  Francie, referendum
- 26. září:  Švýcarsko, referendum
- 28. září:  Dánsko, referendum

## Říjen
- 8. října:  Polsko, prezidentské
- 8. října:  Litva, parlamentní
- 10. října:  Srí Lanka, parlamentní
- 15. října:  Slovinsko, parlamentní
- 15. října:  Bělorusko, parlamentní
- 18. října:  Egypt, parlamentní (1. fáze)
- 22. října:  Pobřeží slonoviny, prezidentské
- 29. října:  Tanzanie, prezidentské a parlamentní
- 29. října:  Kyrgyzstán, prezidentské
- 29. října:  Egypt, parlamentní (2. fáze)

## Listopad
- 5. listopadu:  Ázerbájdžán, parlamentní
- 7. listopadu:  Spojené státy americké, prezidentské a parlamentní
- 8. listopadu:  Egypt, parlamentní (3. fáze)
- 11. listopadu:  Bosna a Hercegovina, parlamentní
- 11. listopadu:  Slovensko, referendum
- 12. listopadu:  Česko, senátní
- 12. listopadu:  Česko, krajské
- 26. listopadu:  Haiti, prezidentské
- 26. listopadu:  Rumunsko, prezidentské (1. kolo) a parlamentní

## Prosinec
- 7. prosinec:  Ghana, prezidentské (1. kolo) a parlamentní
- 10. prosinec:  Rumunsko, prezidentské (2. kolo)
- 10. prosinec:  Pobřeží slonoviny, parlamentní
- 11. prosinec:  Súdán, prezidentské a parlamentní
- 11. prosinec:  Trinidad a Tobago, parlamentní
- 23. prosinec:  Srbsko, parlamentní
- 28. prosinec:  Ghana, prezidentské (2. kolo)